# Radio Caroline

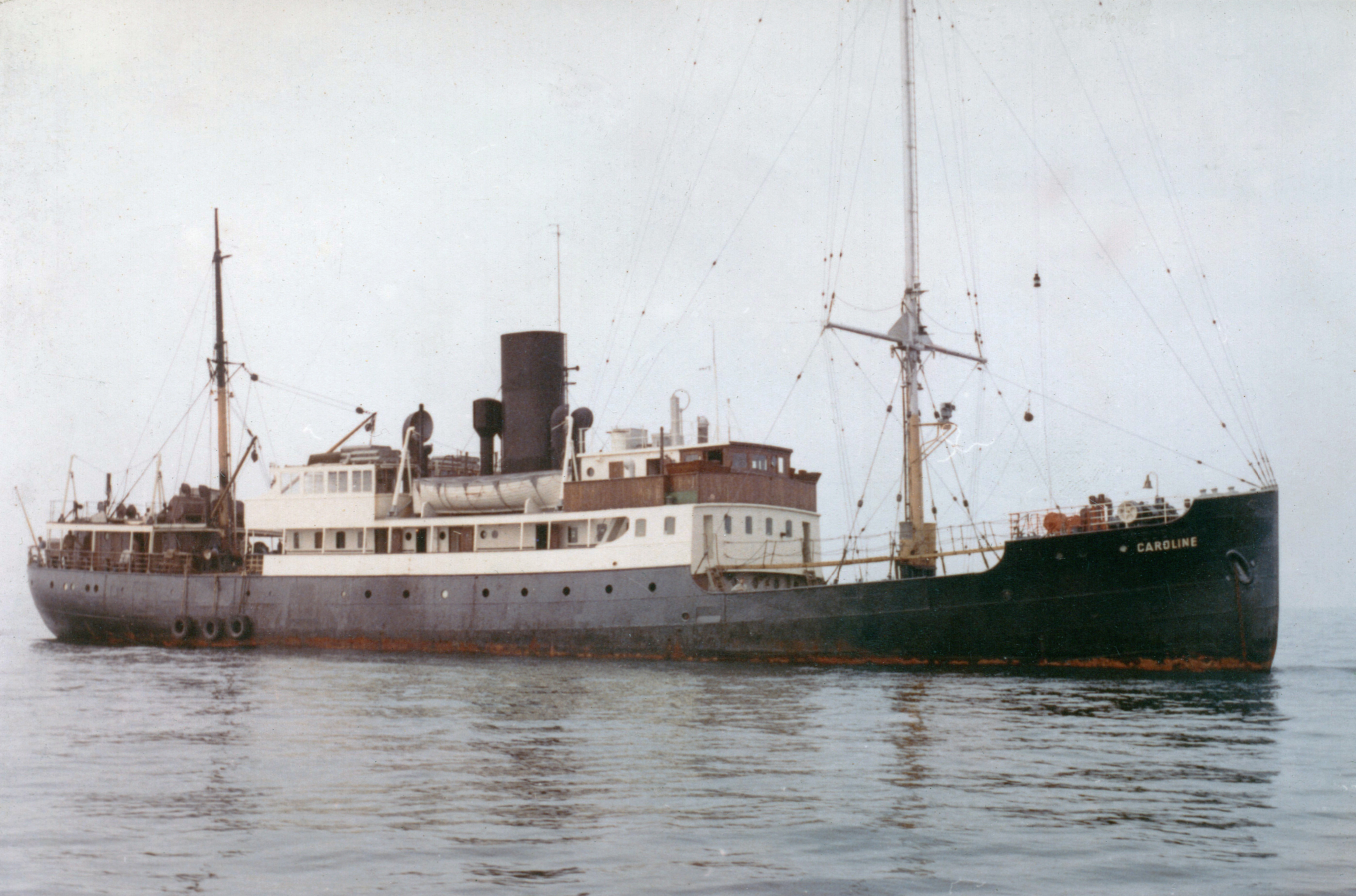
La motonave da dove nel 1965 trasmetteva Radio Caroline

Radio Caroline è una emittente radiofonica britannica, nata come radio pirata, installata su una nave, fondata nel 1964 da Ronan O'Rahilly e chiusa nel 1968, celebre per essere stata la prima ad aggirare il monopolio statale del settore, a quel tempo in mano alla BBC.
Il nome di Radio Caroline è stato utilizzato per trasmettere dalle acque internazionali, utilizzando cinque diverse navi con tre diversi proprietari, dal 1964 al 1990, e via satellite dal 1998 al 2013.
Nel 2017 ha ottenuto una licenza per trasmettere regolarmente e le trasmissioni radiofoniche sono riprese.

## Storia

### Gli inizi
Sulla radio pubblica inglese, lo spazio riservato alla nuova musica beat e rock inglese era praticamente nullo: la programmazione ospitava solo artisti affermati delle grandi case discografiche, aveva rigidi limiti che imponevano di trasmettere le versioni originali dei brani (28 ore settimanali) per cui spesso ricorrevano a cover suonate dalle orchestre residenti, erano vietate le pubblicità e la programmazione era orientata ad una funzione pedagogica ed educativa del pubblico. Sfruttando una lacuna normativa, O'Rahilly decise di aggirare il monopolio e lanciare la sua stazione radiofonica: nelle acque internazionali, infatti, l'unica legge a cui si era sottoposti era quella dello Stato in cui la nave veniva registrata. 
Fu così che O'Rahilly acquistò una nave (ribattezzata MV Caroline) e nel marzo del 1964 cominciò le trasmissioni. Nonostante le proteste del Governo, lo Stato inglese non era dotato di una legislazione che potesse impedire le trasmissioni. Senza alcun lancio pubblicitario la neonata Radio Caroline ottenne un grande successo: dopo pochi mesi superava i 7 milioni di ascoltatori. La musica trasmessa era quella della nuova scena inglese dei Beatles, dei Rolling Stones, dei Kinks, degli Who e di tanti altri, trasmessa ininterrottamente e nelle versioni originali, violando il copyright. Tuttavia le band non se la presero troppo: anche se nulla veniva loro corrisposto dalla radio, il ritorno pubblicitario e la spinta nella vendita dei dischi grazie ai passaggi radiofonici furono decisivi per far conoscere al pubblico la loro musica. In effetti, gruppi come i Beatles e gli Who furono grandi sostenitori delle radio private. In poco tempo, sull'esempio di Caroline, le radio pirata proliferarono, tra cui la più famosa fu Radio London, rivoluzionando le regole della radiofonia.

### La sfida al governo
Nel 1967 il Governo inglese varò una durissima legge che puniva severamente le radio pirata. Tutte le stazioni chiusero, tranne Caroline, che decise di sfidare il Governo continuando a trasmettere. 

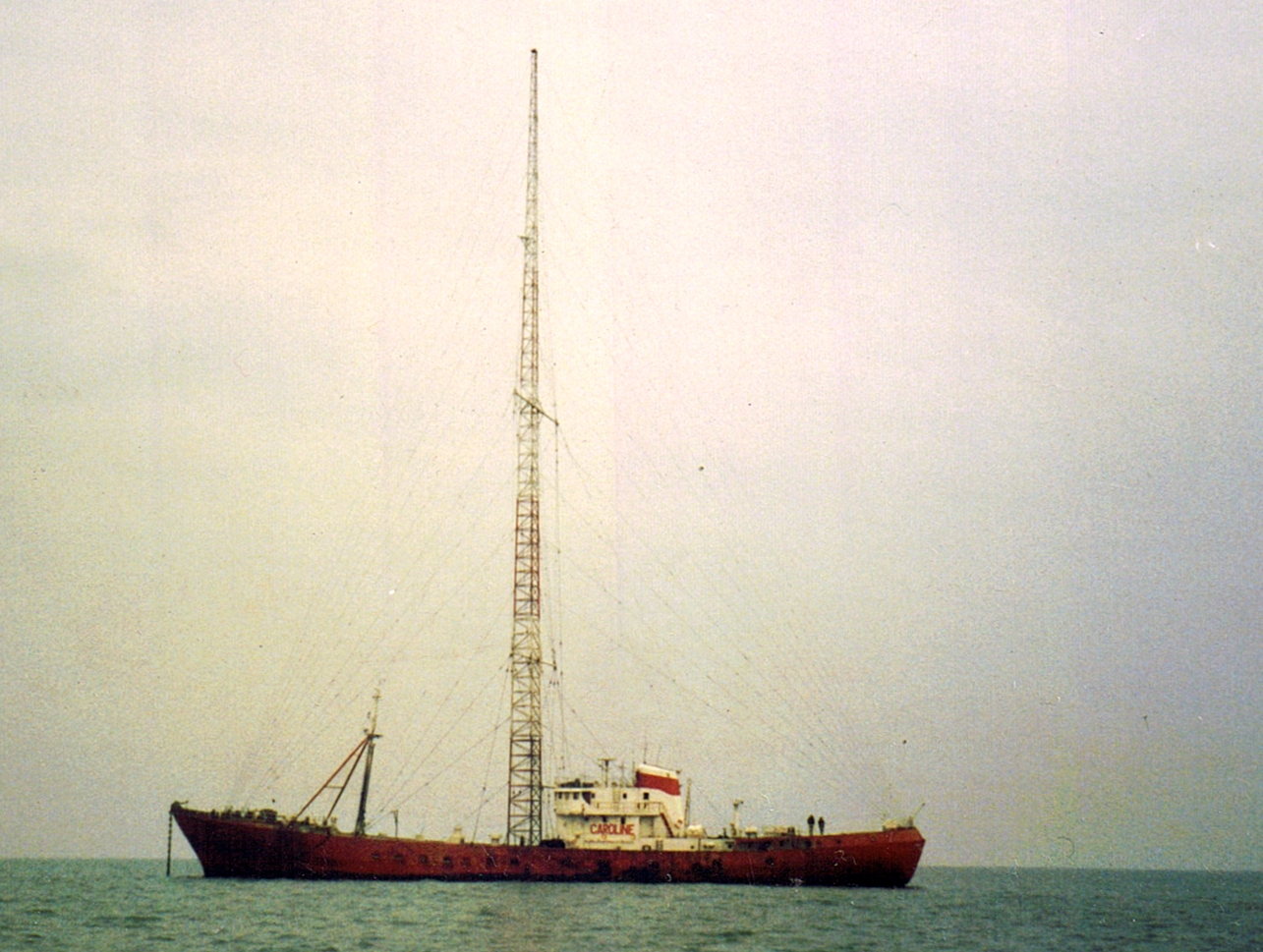
La Ross Revenge nel 1984

Il 31 dicembre, la notte dell'entrata in vigore della legge, si stima che Caroline, senza più rivali sull'etere, raggiunse 20 milioni di ascoltatori.
L'impatto delle stazioni pirata fu tale che persino la BBC, di fronte alle furenti proteste del pubblico, lanciò una nuova stazione, Radio 1, dedicata alla musica pop sul modello delle radio pirata. Molti dj pirati, tra cui John Peel e Tony Blackburn, furono assunti nel nuovo canale della rete pubblica. 
Da questo momento in poi le vicende di Radio Caroline furono alterne ed avventurose. 
Ha continuato a trasmettere in acque internazionali fino al 1991 dalla nave Mv Ross Revenge, via satellite dal 1998 al 2013 e successivamente ha trasmesso dal web.

### Oggi
Nel 2017 ha ottenuto per la prima volta un'autorizzazione ufficiale a trasmettere in AM su 648 kHz (come radio comunitaria) da parte del governo britannico. In occasione di questo evento, è stata organizzata una trasmissione celebrativa di 3 giorni (11, 12, 13 agosto 2017) di nuovo in diretta dalla Ross Revenge, ristrutturata per l'occasione e attraccata nel fiume Blackwater (Essex). L'emittente, da qualche mese ha potenziato il proprio segnale in antenna: il trasmettitore Harris di 25 kW è tarato in uscita con potenza pari a 4 kW.

## Filmografia
- I Love Radio Rock, film liberamente ispirato alla vicenda di Radio Caroline.